# Haron (luna)
Háron (starogrško Χάρον: Háron - kruti sijaj) je Plutonov največji doslej odkriti naravni satelit. Njegov premer znaša 1200 km, od Plutona je oddaljen 20.000 km. Zaradi njegove velikosti mnogi znanstveniki obravnavajo Pluton in Haron kot dvojni planet. Odkril ga je James Walter Christy na Pomorskem observatoriju ZDA (USNO) 22. junija 1978.
Satelit je imel najprej začasno oznako 1978 P 1, na podlagi ravno tedaj vpeljanega dogovora. Christyjevo ime Haron je Mednarodna astronomska zveza (IAU) potrdila leta 1985.